# Конгур (планински масив)
Вижте пояснителната страница за други значения на Конгур.
Конгур или Конгурмузтаг (на уйгурски: قوڭۇر تاغ или Қоңур Тағ – „кафява планина“; на китайски: 公格尔山 или Gōnggé'ěr Shān; на монголски: Хонгор Таг) е мощен планински масив и най-висок връх (7649 m) в хребета Конгурмузтаг, в западната част на планинската система на Кунлун, на територията на Синдзян-уйгурски автономен регион, в Западен Китай. Изграден е предимно гнайси и гранити и е силно разчленен от дълбоки дефилета. Ледниците се спускат до 3800 m по северните и до 4500 m по южните склонове. Има следи от древни още по-мощни заледявания. Склоновете му са предимно голи, а в най-ниските части, основно по дефилетата, вирее дребна храстова растителност.